# Военный конфликт

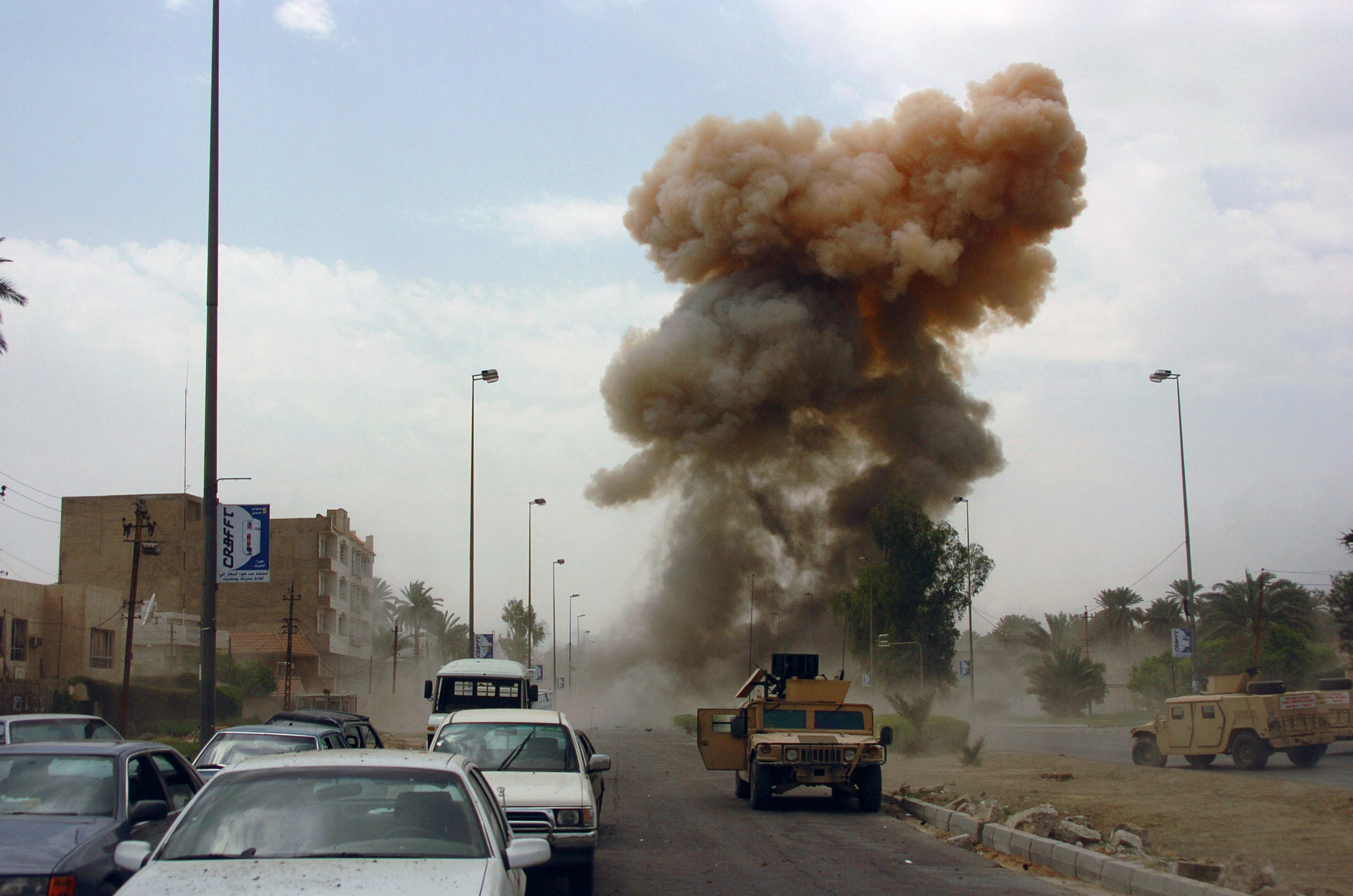
Подрыв джихад-мобиля во время войны в Ираке
(апрель 2005 года)

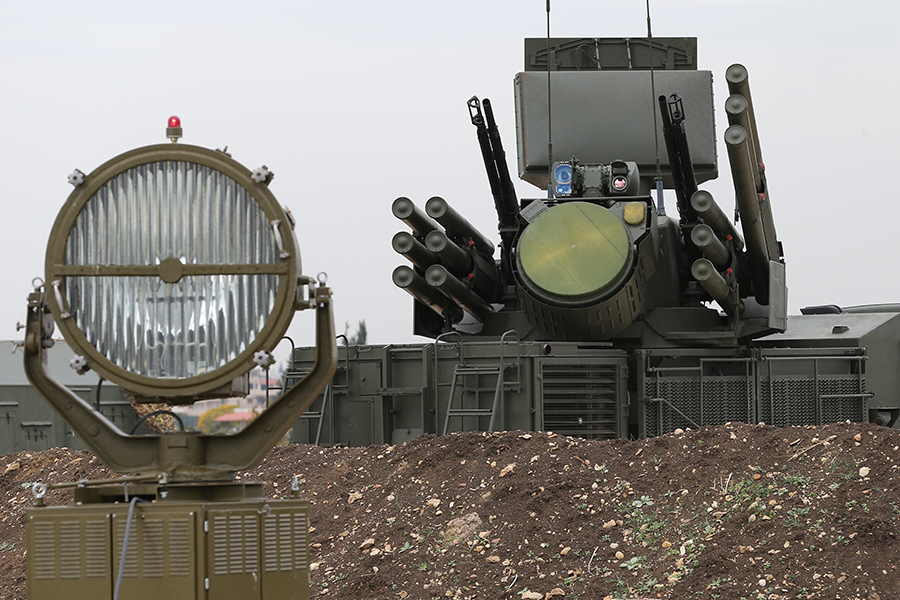
Российский комплекс ПВО на огневой позиции у аэродрома «Хмеймим»
(Сирия, 2015 год)

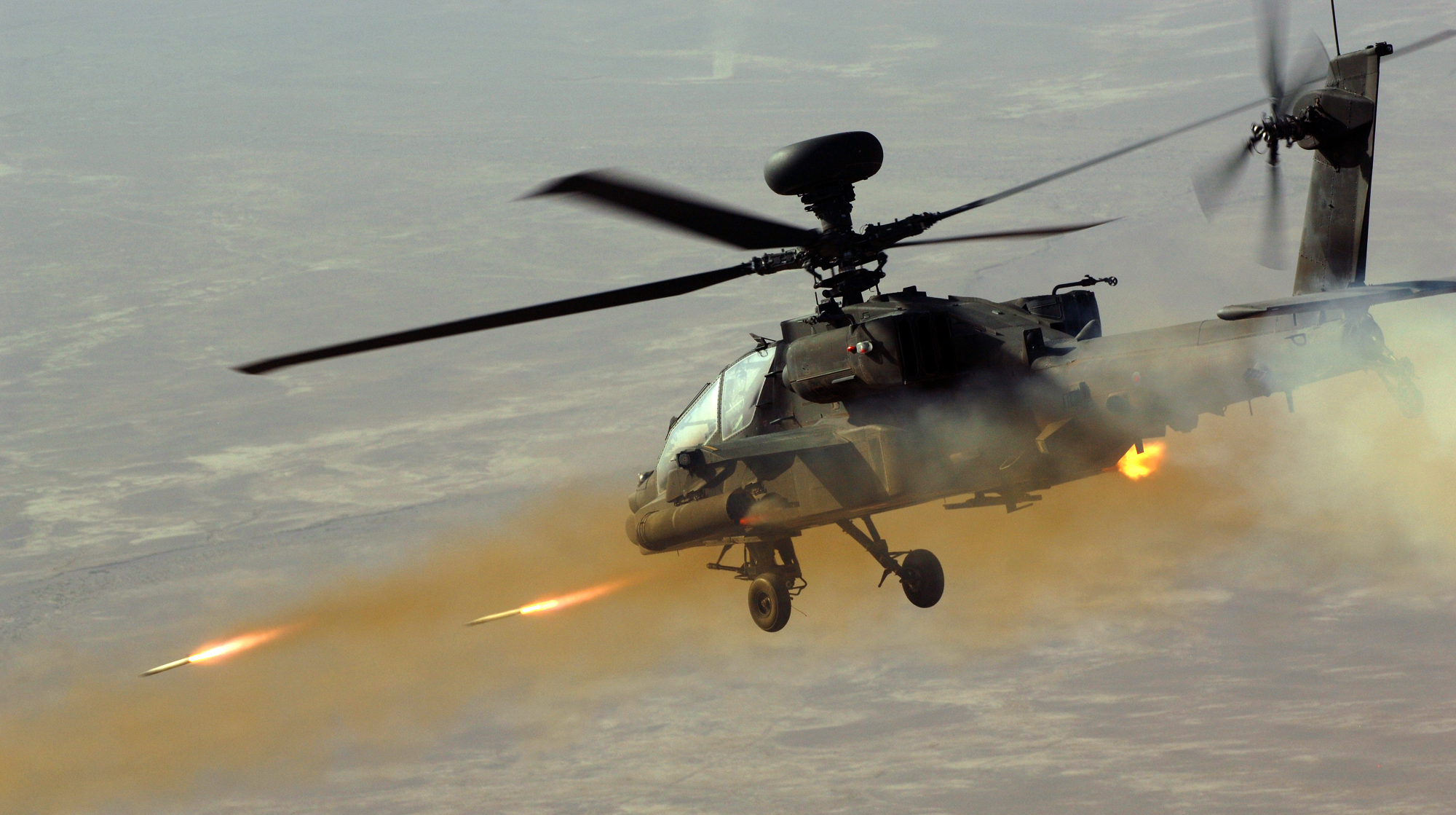
Американский боевой вертолёт наносит удар по афганским моджахедам (инсургентам)
(Афганистан, 2008 год)

Вое́нный конфли́кт — собирательное название любых форм разрешения межгосударственных и внутригосударственных противоречий с помощью военного насилия, объединяющее собой все виды вооружённого противостояния, которые преследуют социально-политические цели.

## Суть
Как правило, под военным конфликтом понимается любая военная активность с организованным задействованием вооружённой силы. Таким образом, под широкое определение военного конфликта попадают мировые, локальные, региональные и обычные войны, вооружённые конфликты, акции военного насилия, военные инциденты и т. п.
Практически любой военный конфликт является наиболее острой стадией некоего предшествующего ему политического (межгосударственного) конфликта. Из этого следует, что военные конфликты не возникают спонтанно, а являются исключительным проявлением социальной напряжённости, которая возникает из-за разного рода противоречий: экономических, социальных, политических, духовных и т. п.
В свете этого военные конфликты характеризуются своими задачами, средствами их решения, пространственно-временными границами, формами вооружённой борьбы и способами использования военной силы. Современные военные конфликты отличаются скоординированным использованием военной силы и невоенных методов, массированностью задействования военной техники, существенной ролью информационного противоборства, небольшими временными сроками на подготовку к непосредственным военным действиям и высокой оперативностью управления.
Согласно Военной доктрине Российской Федерации, характерными чертами и особенностями современных военных
конфликтов являются:
- комплексное применение военной силы, политических, экономических, информационных и иных мер невоенного характера, реализуемых с широким использованием протестного потенциала населения и сил специальных операций;
- массированное применение систем вооружения и военной техники, высокоточного, гиперзвукового оружия, средств радиоэлектронной борьбы, оружия на новых физических принципах, сопоставимого по эффективности с ядерным оружием, информационно-управляющих систем, а также беспилотных летательных и автономных морских аппаратов, управляемых роботизированных образцов вооружения и военной техники;
- воздействие на противника на всю глубину его территории одновременно в глобальном информационном пространстве, в воздушно-космическом пространстве, на суше и море;
- избирательность и высокая степень поражения объектов, быстрота манёвра войсками (силами) и огнём, применение различных мобильных группировок войск (сил);
- сокращение временных параметров подготовки к ведению военных действий;
- усиление централизации и автоматизации управления войсками и оружием в результате перехода от строго вертикальной системы управления к глобальным сетевым автоматизированным системам управления войсками (силами) и оружием;
- создание на территориях противоборствующих сторон постоянно действующей зоны военных действий;
- участие в военных действиях иррегулярных вооружённых формирований и частных военных компаний;

и) применение непрямых и асимметричных способов действий;
к) использование финансируемых и управляемых извне политических сил, общественных движений.

## Терминология и классификация
В Женевских конвенциях 1949 года и в Дополнительных протоколах к ним от 1977 года термин «военный конфликт» использовался наряду с термином «война», в силу чего в дальнейшем международное право стало применять эти понятия как синонимы.
На основе понятия военного конфликта в широком смысле, крупный французский военный теоретик XX века Андре Бофр давал своё определение военной стратегии и производную концепцию решения политических задач военными средствами, их взаимообусловленность, особое внимание при этом уделяя стратегическому замыслу в его динамике.
По заявлению начальника Генерального штаба Вооружённых сил Российской Федерации, генерала армии Герасимова В. В. на современном этапе в международных и российских официальных
документах отсутствует конкретное определение понятия «война».
Военными экспертами предлагается классифицировать обобщающий термин военный конфликт по двум основным типам
:
1. Война — форма ведения военных действий вооруженными силами государства с целью подчинения противника воле политического руководства одной из противоборствующих сторон, в которой стороны не ограничены применением военной силы. Политологами применяется термин «классическая война»[11].
2. Вооружённый конфликт — вид вооружённого противоборства между государствами или социальными общностями внутри них в целях разрешения экономического, политического и других противоречий, посредством ограниченного применения каждой из сторон военной силы.

Определение даваемое советскими/российскими военными экспертами понятию вооружённый конфликт, в многом сходно с термином «конфликт низкой интенсивности» (англ. Low Intensity Conflict) применявшемуся в США до 1993 года, когда он был заменён в уставах на термин «военные операции, отличные от войны».
«Конфликт низкой интенсивности» а также его синонимы «малая война»,  «локальная война», «новая война» применяются для обозначения вооружённого конфликта между сильными государствами и более слабыми государствами, для того чтобы отличить её от форм ведения традиционной войны между двумя суверенными государствами.
По мнению российского военного эксперта Калистратова практическая типология военных конфликтов может быть представлена следующим образом:
|  |  |  |  |  |  |  |  |       |       |       |       |       |       |  |  |             |             |             |             |             |             |  |  | Военные конфликты |                   |                   |                   |                   |                   |  |  |                  |                  |                  |                  |                  |                  |  |  |  |  |  |  |                    |                    |                    |                    |                    |                    |  |  |  |  |
|  |  |  |  |  |  |  |  |       |       |       |       |       |       |  |  |             |             |             |             |             |             |  |  |                   |                   |                   |                   |                   |                   |  |  |                  |                  |                  |                  |                  |                  |  |  |  |  |  |  |                    |                    |                    |                    |                    |                    |  |  |  |  |
|  |  |  |  |  |  |  |  |       |       |       |       |       |       |  |  |             |             |             |             |             |             |  |  |                   |                   |                   |                   |                   |                   |  |  |                  |                  |                  |                  |                  |                  |  |  |  |  |  |  |                    |                    |                    |                    |                    |                    |  |  |  |  |
|  |  |  |  |  |  |  |  | Войны | Войны | Войны | Войны | Войны | Войны |  |  |             |             |             |             |             |             |  |  | Вооруж. конфликты | Вооруж. конфликты | Вооруж. конфликты | Вооруж. конфликты | Вооруж. конфликты | Вооруж. конфликты |  |  |                  |                  |                  |                  |                  |                  |  |  |  |  |  |  | Вооруж. акции      | Вооруж. акции      | Вооруж. акции      | Вооруж. акции      | Вооруж. акции      | Вооруж. акции      |  |  |  |  |
|  |  |  |  |  |  |  |  | Войны | Войны | Войны | Войны | Войны | Войны |  |  |             |             |             |             |             |             |  |  | Вооруж. конфликты | Вооруж. конфликты | Вооруж. конфликты | Вооруж. конфликты | Вооруж. конфликты | Вооруж. конфликты |  |  |                  |                  |                  |                  |                  |                  |  |  |  |  |  |  | Вооруж. акции      | Вооруж. акции      | Вооруж. акции      | Вооруж. акции      | Вооруж. акции      | Вооруж. акции      |  |  |  |  |
|  |  |  |  |  |  |  |  |       |       |       |       |       |       |  |  |             |             |             |             |             |             |  |  |                   |                   |                   |                   |                   |                   |  |  |                  |                  |                  |                  |                  |                  |  |  |  |  |  |  |                    |                    |                    |                    |                    |                    |  |  |  |  |
|  |  |  |  |  |  |  |  |       |       |       |       |       |       |  |  | Пограничные | Пограничные | Пограничные | Пограничные | Пограничные | Пограничные |  |  |                   |                   |                   |                   |                   |                   |  |  | Низкой интен-ти  | Низкой интен-ти  | Низкой интен-ти  | Низкой интен-ти  | Низкой интен-ти  | Низкой интен-ти  |  |  |  |  |  |  | Вооруж. инциденты  | Вооруж. инциденты  | Вооруж. инциденты  | Вооруж. инциденты  | Вооруж. инциденты  | Вооруж. инциденты  |  |  |  |  |
|  |  |  |  |  |  |  |  |       |       |       |       |       |       |  |  | Пограничные | Пограничные | Пограничные | Пограничные | Пограничные | Пограничные |  |  |                   |                   |                   |                   |                   |                   |  |  | Низкой интен-ти  | Низкой интен-ти  | Низкой интен-ти  | Низкой интен-ти  | Низкой интен-ти  | Низкой интен-ти  |  |  |  |  |  |  | Вооруж. инциденты  | Вооруж. инциденты  | Вооруж. инциденты  | Вооруж. инциденты  | Вооруж. инциденты  | Вооруж. инциденты  |  |  |  |  |
|  |  |  |  |  |  |  |  |       |       |       |       |       |       |  |  |             |             |             |             |             |             |  |  |                   |                   |                   |                   |                   |                   |  |  |                  |                  |                  |                  |                  |                  |  |  |  |  |  |  |                    |                    |                    |                    |                    |                    |  |  |  |  |
|  |  |  |  |  |  |  |  |       |       |       |       |       |       |  |  | Внешние     | Внешние     | Внешние     | Внешние     | Внешние     | Внешние     |  |  |                   |                   |                   |                   |                   |                   |  |  | Средней интен-ти | Средней интен-ти | Средней интен-ти | Средней интен-ти | Средней интен-ти | Средней интен-ти |  |  |  |  |  |  | Вооруж. провокации | Вооруж. провокации | Вооруж. провокации | Вооруж. провокации | Вооруж. провокации | Вооруж. провокации |  |  |  |  |
|  |  |  |  |  |  |  |  |       |       |       |       |       |       |  |  | Внешние     | Внешние     | Внешние     | Внешние     | Внешние     | Внешние     |  |  |                   |                   |                   |                   |                   |                   |  |  | Средней интен-ти | Средней интен-ти | Средней интен-ти | Средней интен-ти | Средней интен-ти | Средней интен-ти |  |  |  |  |  |  | Вооруж. провокации | Вооруж. провокации | Вооруж. провокации | Вооруж. провокации | Вооруж. провокации | Вооруж. провокации |  |  |  |  |
|  |  |  |  |  |  |  |  |       |       |       |       |       |       |  |  |             |             |             |             |             |             |  |  |                   |                   |                   |                   |                   |                   |  |  |                  |                  |                  |                  |                  |                  |  |  |  |  |  |  |                    |                    |                    |                    |                    |                    |  |  |  |  |
|  |  |  |  |  |  |  |  |       |       |       |       |       |       |  |  | Внутренние  | Внутренние  | Внутренние  | Внутренние  | Внутренние  | Внутренние  |  |  |                   |                   |                   |                   |                   |                   |  |  | Высокой интен-ти | Высокой интен-ти | Высокой интен-ти | Высокой интен-ти | Высокой интен-ти | Высокой интен-ти |  |  |  |  |  |  |                    |                    |                    |                    |                    |                    |  |  |  |  |
|  |  |  |  |  |  |  |  |       |       |       |       |       |       |  |  | Внутренние  | Внутренние  | Внутренние  | Внутренние  | Внутренние  | Внутренние  |  |  |                   |                   |                   |                   |                   |                   |  |  | Высокой интен-ти | Высокой интен-ти | Высокой интен-ти | Высокой интен-ти | Высокой интен-ти | Высокой интен-ти |  |  |  |  |  |  |                    |                    |                    |                    |                    |                    |  |  |  |  |

## Реализация
Отдельные признаки военного конфликта в широком смысле можно усмотреть в различных событиях мировой военной истории. Но одной из первых в Новейшей истории попыток доктринального закрепления военного конфликта в широком смысле как принципа национальной стратегии и одновременно как военно-политической доктрины государства, можно считать доктрину гибкого реагирования, введённую администрацией Президента США Дж. Кеннеди взамен господствовавшей до того доктрины массированного возмездия. Логику действий администрации Кеннеди и других президентских администраций США, продолживших данную политику, среди прочих последовательно проводившейся Робертом Макнамарой на посту Министра обороны США в период президентства Кеннеди и Линдона Джонсона, можно свести к следующему тезису:

Было бы глупо угрожать глобальным ядерным ударом в ответ на какой-либо локальный вызов противника, поскольку последний (сиречь СССР) обладал возможностями тотального уничтожения при любых возможных обстоятельствах. Поэтому, требовалось быть готовыми удержать под контролем любой кризис в рамках политической и военной сферы, выстраивая все встречные действия в соответствии с наступательными действиями противника и продуктивным или иным ходом дипломатических переговоров.
Оригинальный текст (англ.)It would be foolish to threaten an all-out nuclear attack in response to some local challenge by an adversary—e.g. the USSR—possessed of an ultimate capacity for overwhelming destruction under any conceivable circumstances. So what is required is to be able to keep every crisis firmly under central political and military direction in order to modulate all counter-moves in accordance with enemy offensive action and the progress or otherwise of diplomatic bargaining.
Фактором, стимулировавшим поиск новых форм и способов ведения военного конфликта в широком смысле, явился ядерный паритет в стратегической диспозиции сил указанных сторон. Наличие у обеих сторон ultima ratio в форме ракетно-ядерного арсенала подталкивало их к поиску альтернативных путей решения проблемных вопросов военными методами с одновременным отказом от практики повторения мировых войн на новой технологической основе.

## Эквиваленты
Наиболее близким англоязычным эквивалентом данному понятию следует считать сущ. мн. числ. «hostilities» и ед. числ. «hostility».